# Flag Telecom
Flag Telecom, (flag signifie « Fiber-optic Link Around the Globe »), était un opérateur de télécoms britannique spécialisé dans les câbles sous-marins pour les communications de longue distance. Créé en 1999, entré en Bourse à la fin de la bulle Internet, il a fait faillite au moment du krach boursier de 2001-2002, avant d’être racheté par le groupe indien Reliance Globalcom.

## Histoire
L’un des premiers services vedettes de Flag Télécom est le câble Europe-Asie (Fiber-Optic Link Around the Globe), qui part du Royaume-Uni pour arriver au Japon, entré en service en novembre 1997, bientôt suivi par un autre, transatlantique, qui entre en service au premier trimestre 2001.
Dirigée à partir de janvier 1998 par Andrés B. Bande, ancien président de Sprint Nextel et d’Ameritech, puis par Patrick Gallagher, la société a réalisé 1,5 milliard de dollars de chiffre d’affaires pour l’année 1999, avec une forte rentabilité, l’excédent brut d’exploitation progressant de 86 % à 128 millions de dollars. Elle est entrée en Bourse en février 2000 sur le Nasdaq et le London Stock Exchange.
En février 1999, elle organise une coentreprise avec le concurrent Global TeleSystems (GTS).
Au début de 2002, on apprend que Flag Telecom n'a pas payé 33 millions d'intérêts sur sa dette obligataire et s'est vu annuler par la banque allemande WestLB une ligne de crédit de 170,5 millions de dollars. Celle-ci était destinée à construire un nouveau réseau asiatique en Asie du Nord, réalisé par Alcatel et reliant Hong Kong, la Corée du Sud et le Japon et lancé en janvier 2001[pas clair], reposant sur la technologie de multiplexage dense en longueurs d'onde (DWDM). Le passif représente un total de 2,6 milliards de dollars de dettes.
Après avoir déposé son bilan en avril 2002, la société a renégocié sa dette avec ses principaux créanciers et fournisseurs (Ciena et Alcatel) et abaissé ses coûts d'exploitation. Alcatel est alors exposé pour plus de 100 millions d'euros de créances impayées. Toujours en avril 2002, la société a tenté de convertir 1,4 milliard de dollars d'obligations en actions. Son capital est alors entièrement récupéré par les banques et organismes financiers qui avaient souscrit ses obligations.
La société et ses câbles sous-marins ont été finalement repris pour 207 millions de dollars en octobre 2003 par le groupe indien Reliance Globalcom, filiale de Reliance Industries, la plus grande entreprise privée indienne, qui obtient après un arbitrage international le versement d’un arriéré de dettes d’un des clients de Flag Télécom, le groupe indien Tata, pour plus de 300 millions de dollars.